# Epitalamij
Epitalamij (grč. τὸ ἐπιθαλάμιον μέλος, alt. epithalamium) je svadbena pjesmu kod Starih Grka, pisana u daktilsko-trohejskom ritmu. Pjesme bi izvodili mladići i djevojke pred bračnim odajama. Epitalamij je bio redovno izvođen u antičkoj Grčkoj i u starom Rimu. Kod epitalamija se razlikuju otpjevane pjesme na gozbi (gamelij) te one otpjevane na putu do doma mladenaca (himenej).
Tradicija pjevanja epitalamija vrlo je stara; u grčkoj književnosti još je Sapfo sastavljala svadbene pjesme, a slijedili su Anakreont, Stesihor i Pindar. Od svih tih pjesama sačuvani su tek poneki fragmenti. Kasnije primjere nalaze se u tragediji (npr. u Euripidovim "Trojankama" i "Ifigeniji u Aulidi") i u komediji (npr. u Aristofanovim "Pticama" i "Miru"). 
Jedan književni epitalamij nalazi se i kod helenističkog pjesnika Teokrita (Idila 18), gdje se opisuje vjenčanje Menelaja i Helene. Više primjera ima u rimskoj književnosti, npr. Katulove pjesme 61, 62 i 64 (svadba Peleja i Tetide) i Stacijeve Silvae (I, 2). Iz rimskog carskog razdoblja sačuvane su Klaudijanove pjesme o svadbi Honorija i Marije te Paladija i Celerine te pjesme brojnih drugih pjesnika toga doba.